# Rocca di Vignola
La Rocca di Vignola è un castello che si trova sulle rive del Panaro nel comune omonimo, in Emilia-Romagna.

## Storia
Non è certa la data di costruzione della Rocca, si presume successivamente all'età Carolingia per difendere l'abitato della cittadina dai barbari Ungari. Un documento risalente all'anno 936 attesta che la città di Vignola in quel periodo era sottoposta all'autorità del Vescovo di Modena. Un altro documento prova l'esistenza della Rocca almeno a partire dall'anno 1178. Fino al XV secolo la funzione della costruzione era esclusivamente militare. Nel 1401 il nobile ferrarese Uguccione dei Contrari ricevette in dono da parte del signore di Ferrara Niccolò III d'Este il feudo di Vignola. Nei venti anni successivi la rocca mutò profondamente la propria destinazione trasformandosi in sontuosa dimora della famiglia Contrari, che disponeva di elevate ricchezze.
Nel 1575 i Contrari si estinsero per cui i beni feudali tornarono agli Estensi. Gli Estensi governarono Vignola solo per un biennio, in quanto nel 1577 il feudo fu ceduto a Jacopo Boncompagni, figlio naturale del futuro Papa Gregorio XIII, in cambio di 75.000 scudi d'oro ferraresi. La famiglia Boncompagni affidò la gestione della Rocca e di Vignola ad un amministratore, visitando sporadicamente la cittadina. Antonio Boncompagni, fu l'ultimo feudatario di Vignola, in quanto nel 1796, con l'arrivo di Napoleone Bonaparte decadevano i Boncompagni e subentrava un comitato repubblicano.
Nel 1815 Vignola, non tornata marchesato, fu incorporata nei domini del duca di Modena, Francesco IV di Modena. 
Nel XIX secolo all'interno dell'edificio trovarono sede diverse istituzioni sociali e politiche: il Municipio, la biblioteca e la Cassa di Risparmio di Vignola  che ha acquistato l'immobile nel 1965, che successivamente, nel 1998 è stato ceduto alla Fondazione della Cassa di Risparmio di Vignola.

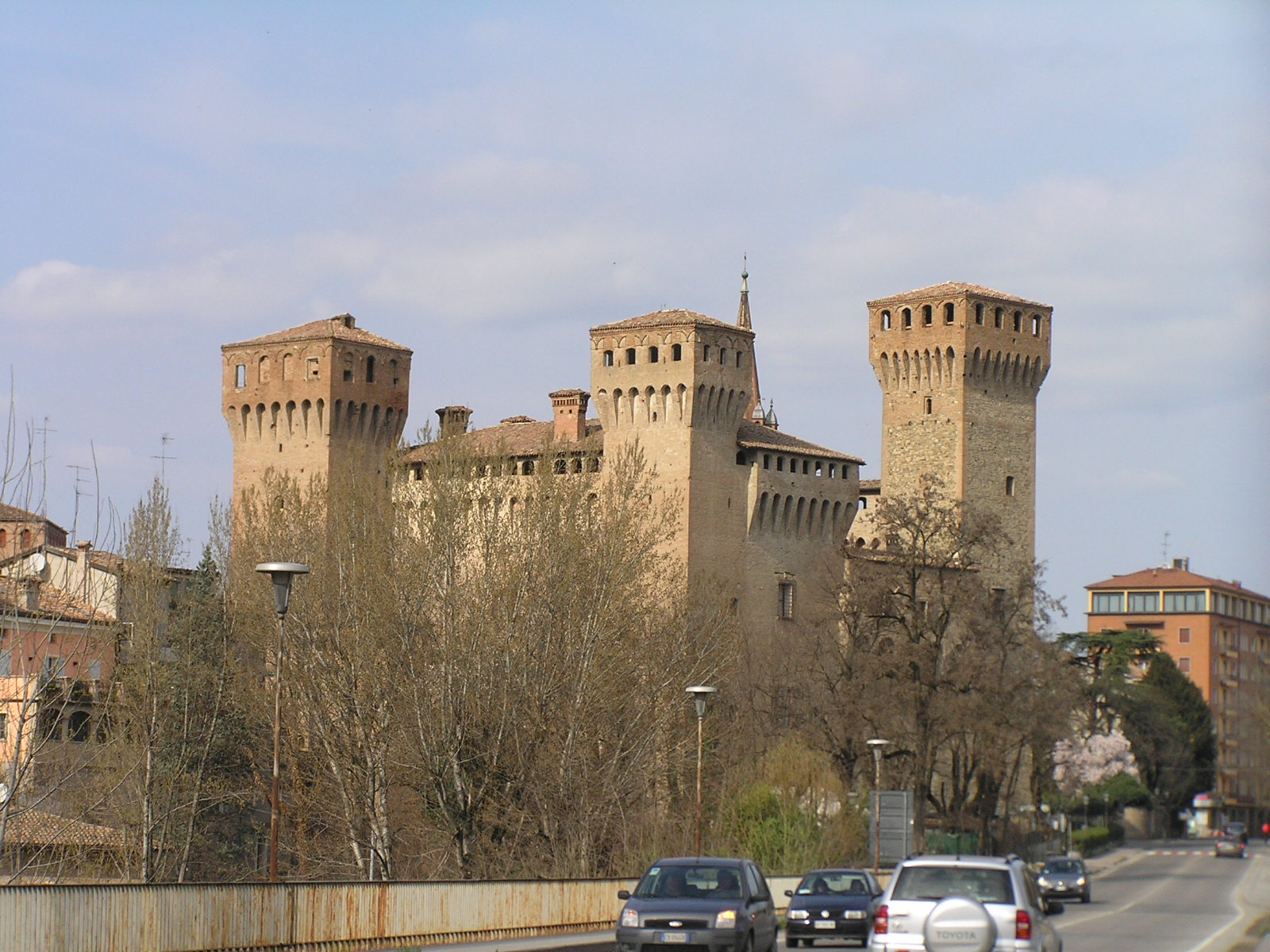
La Rocca vista da sud

## Descrizione
Negli ultimi decenni è stato messo in opera un attento e scrupoloso lavoro di restauro che ha consentito il recupero sia architettonico che pittorico della struttura.
Grazie ad attente ricerche storiche è stato possibile risalire al significato degli affreschi in gran parte databili al XV secolo che decorano le sale del piano terra (sala dei Leoni e dei leopardi, sala delle Colombe e sala degli Anelli) e alcune stanze al primo piano (sale delle Dame, sala degli Stemmi e sala dei Tronchi d'Albero). La maggior parte degli affreschi riportano la storia della famiglia Contrari e provano il forte legame con gli Estensi.
Nella Cappella della Rocca si può ammirare il prezioso ciclo di affreschi tardogotici commissionato da Uguccione Contrari, anch'esso recentemente restaurato. I dipinti raffiguranti le Storie di Cristo, sono attribuiti al Maestro di Vignola, personalità di spicco dell'arte emiliana dei primi decenni del XV secolo, di cui attualmente non si conosce il nome. Altro splendido ambiente affrescato è la sala del Padiglione, che deve il nome alla rappresentazione di una grande tenda, con i lembi aperti e finemente decorata, davanti alla quale sono raffigurati due personaggi che si ritiene identificare in Battistina Campofregoso e Ambrogio Contrari, sposi nel 1461.  Proprio nella scena del loro matrimonio e rappresentato l'interno delle mura merlate che lasciano intuire la struttura di un giardino pensile, abbellito da melograni, tralci di fiori e foglie, oltre le quali appaiono molteplici varietà di piante da ornamento.

## La Rocca nella cultura di massa
Nel 1980 le Poste Italiane dedicarono alla Rocca un francobollo da 380 lire, facente parte della raccolta nota come "Castelli d’Italia".